# Кам'яна ящірка марокканська
Кам'яна ящірка марокканська (Scelarcis perspicillata) — вид ящірок родини справжніх ящірок (Lacertidae). Монотиповий вид. Поширений у Південно-Західній Африці, інтродукований на о. Менорка. Мешканець середземноморських передгірських та гірських ландшафтів. Описано 3 підвиди.

## Опис
Дрібна ящірка, до 16 см завдовжки (L. + L.cd.). Довжина тіла від кінчика морди до клоаки (L.) до 5,5—6 см. Хвіст (L.cd.) майже вдвічі  перевищує довжину тулуба з головою; ламкий, здатний до регенерації. Тіло загалом відносно пласке. Морда коротка, загострена. Від інших подібних ящірок її можна відрізнити за наявністю прозорого «віконця» в нижній повіці, яке дозволяє бачити при закритих повіках.
Забарвлення верхньої сторони тіла досить різноманітне. Більшість особин з темним сітчастим візерунком на блідому фоні, утвореним численними круглими світлими плямами. Трапляються рівномірно блідо-сірі, оливкові та блакитні особини. У Марокко основний фон забарвлення ящірок зазвичай сірувато-коричневий, часто з двома широкими блідими смугами вздовж спини. На Менорці забарвлення жовто-коричневе, сіре або сірувато-зелене, густо вкрите темними сітчастими плямами. Хвіст часто блакитний, особливо у менших особин. Низ білий або блакитний. Іноді зустрічаються повністю темні ящірки. Для молодих особин характерний флуоресцентний синій або зелений хвіст, що тьмяніє з віком.

## Поширення

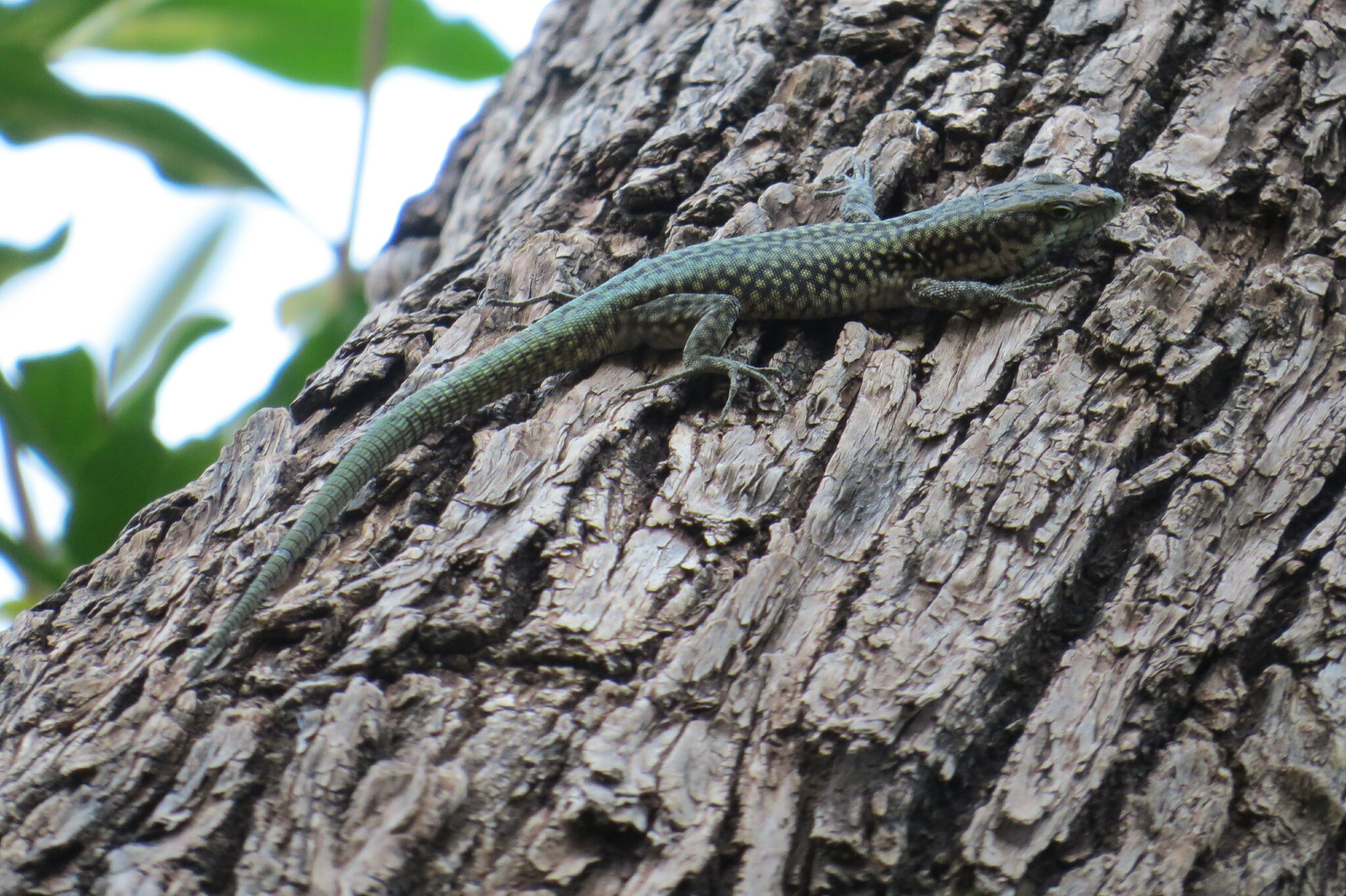
Кам'яна ящірка марокканська (Scelarcis perspicillata). Марокко

Природний ареал виду охоплює Марокко та Північно-Західний Алжир. В Європі успішно інтродукований на о. Менорка (Іспанія), де поширений переважно в західній частині острова.

## Місця проживання
Населяє різноманітні відкриті середземноморські ландшафти, від рівня моря до середньогір'їв, віддаючи перевагу добре освітленим, сухим ділянкам з кам'янистими відслоненнями, скелями та чагарниковою рослинністю. Трапляється в кар'єрах, розвалинах, населених пунктах, у парках, навколо людського житла, особливо на Мінорці. У Північно-Західній Африці зустрічається переважно в горах до висоти 2200 м н. р. м., на Мінорці — на узбережжі, не піднімаючись у гори вище 100 м. У типових біотопах може бути досить численною.

## Особливості біології
Денний вид ящірок, уникає найспекотніших годин дня влітку. Спритна, добре лазить по скелях, у тому числі по вертикальних поверхнях. Неполохлива і легко доступна, при зустрічі з людиною виявляє значно більшу допитливість, ніж інші ящірки. Зазвичай активна весь рік.
Кам'яна ящірка марокканська належить до яйцекладних плазунів. Парування відбувається навесні. Самиці в червні відкладають 1—4 яйця розміром 12—17 × 6—8 мм. Молодняк з'являється в період з липня по серпень.
Харчується переважно комахами, але може також вживати в їжу плоди рослин. Корм добуває як на землі, так і на скелях.

## Охорона
Стан більшості природних популяцій виду в межах ареалу залишається більш-менш стабільним. Саме тому він, згідно Червоного списку МСОП, отримав охоронний статус «відносно благополучний вид». Європейська популяція кам'яної ящірки марокканської, натуралізована на о. Мінорка, перебуває у стабільному стані й не потребує спеціальних охоронних заходів.

## Систематика
Єдиний представник роду Scelarcis (монотиповий вид). Після ревізії роду Lacerta, деякі автори стверджують, що цей вид слід назвати Teira perspicillata, тоді як інші зберігають його у своєму роді як Scelarcis perspicillata.
Станом на 2024 рік описано 3 підвиди:
- Scelarcis perspicillata perspicillata;
- Scelarcis perspicillata chabanaudi;
- Scelarcis perspicillata pellegrini.